# Alphonse Michaux
Pour les articles homonymes, voir Michaux.
Alphonse Michaux, né le 15 décembre 1860 à Bruxelles où il est mort le 10 octobre 1928, est un médailleur et sculpteur belge, qui travailla au service de la Monnaie royale de Belgique.

## Biographie

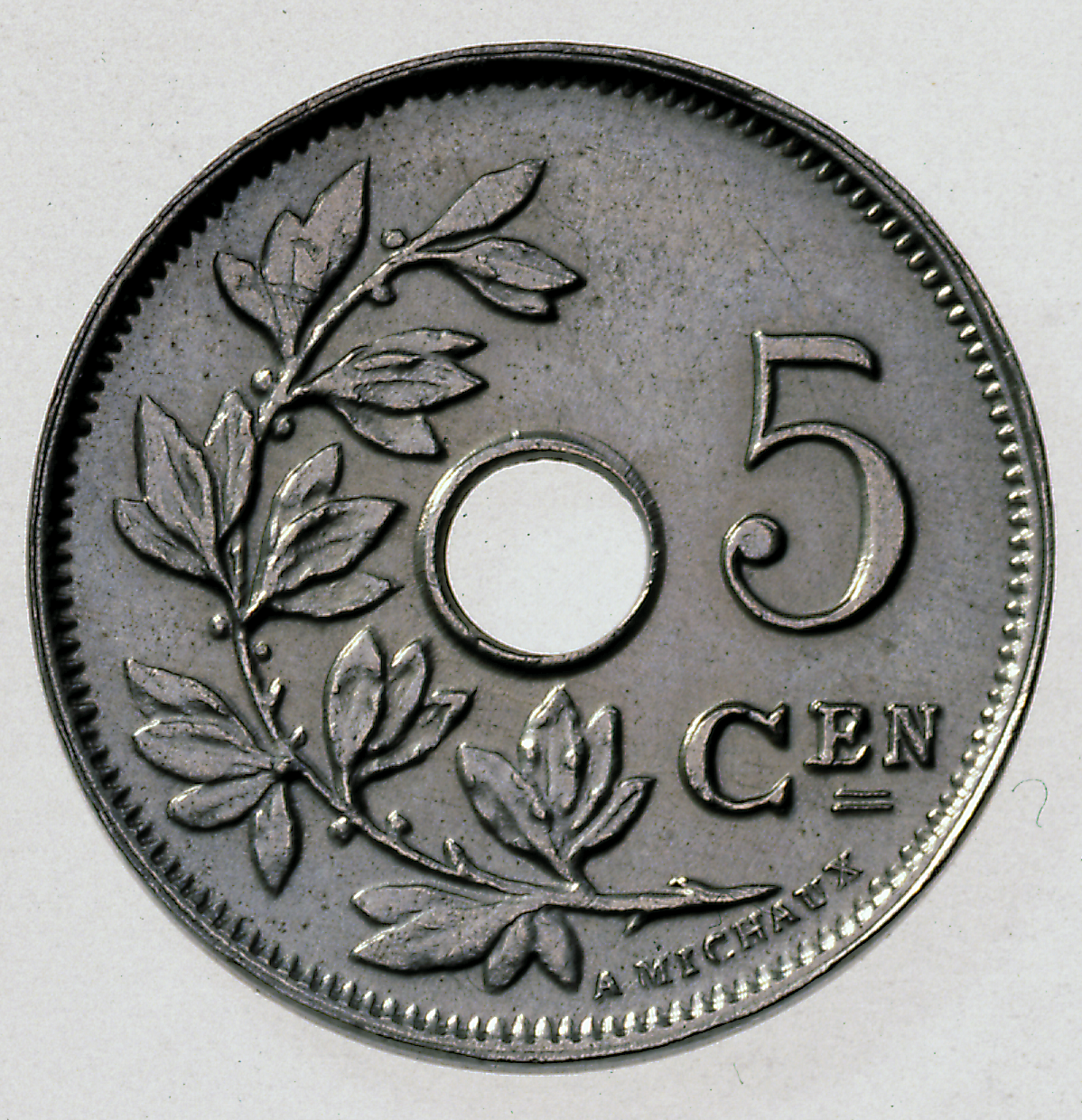
Pièce de 5 centimes signée Michaux (avers).

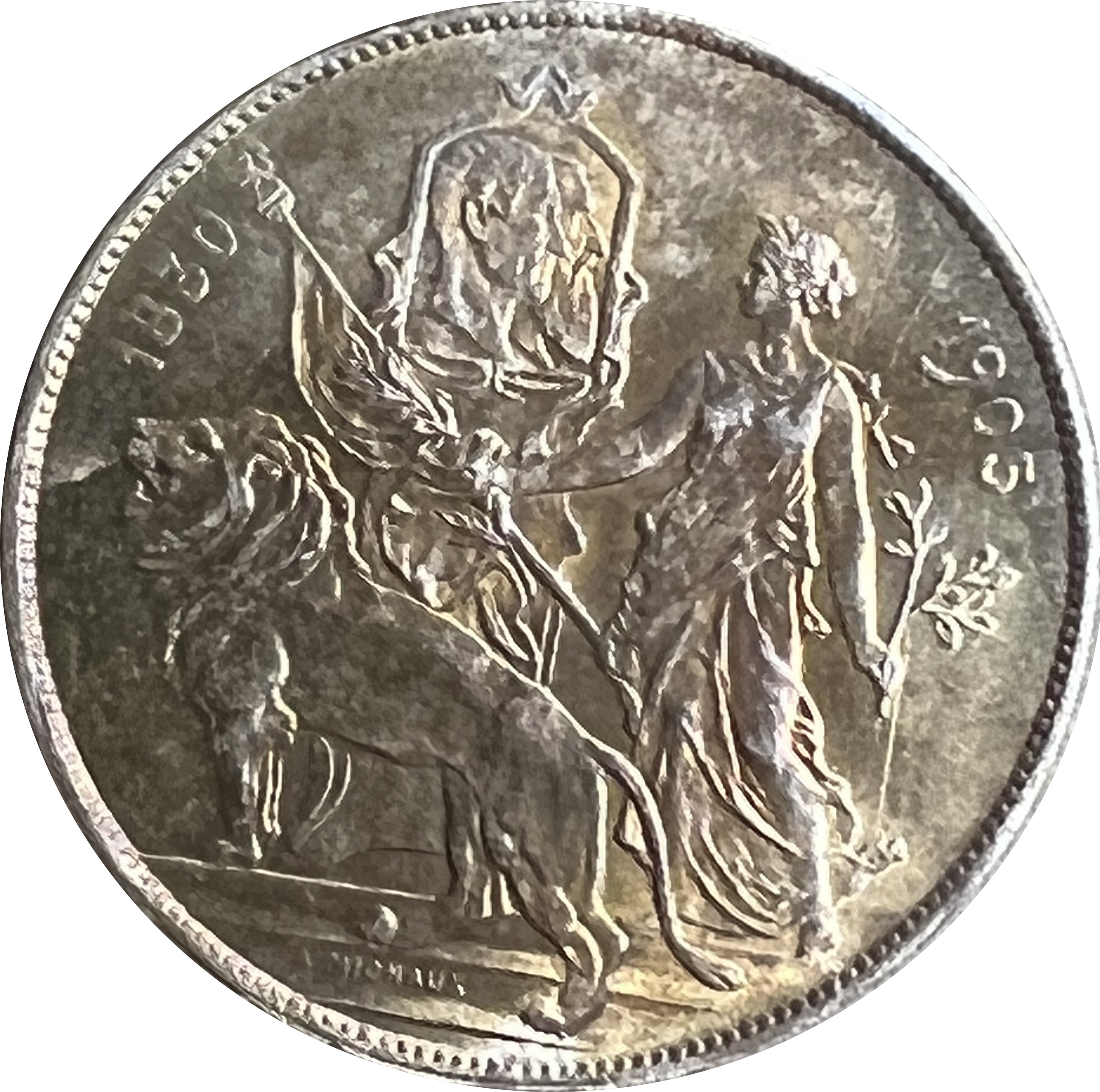
Médaille de l'Exposition universelle de Liège de 1905 gravée par A. Michaux (revers).

Né le 15 décembre 1860 à Bruxelles, Alphonse Michaux est le fils de Robert Michaux (1824-1901), graveur-médailleur, qui était fournisseur de la Monnaie royale de Belgique. Diplômé de l'Académie royale des beaux-arts de Bruxelles, Alphonse est avant tout l'élève de son père quant à la gravure sur médaille et dont il fut l'assistant dès l'âge de vingt ans. En 1888, il exécute une médaille pour l'exposition de Tournai, en 1891 pour les cinquante ans de Jean Servais Stas et en 1894, pour l'exposition internationale d'Anvers. 
Après la mort de Léopold Wiener en 1891, l'État belge décide de supprimer le poste de graveur-général des monnaies. Il confie en 1893 à Josse Allard la supervision du service et à Alphonse Michaux l'exécution artistique ; Michaux ne fut jamais nommé graveur-général alors qu'il assura de facto cette fonction.
Remarquable artiste aussi bien que technicien, il conçoit en 1901 la nouvelle série de petites monnaies complémentaires, les 5, 10 et 25 centimes de francs belges en cupronickel et trouées en leur centre. Le « type Michaux » sera en circulation jusque dans les années 1930. Durant la Première Guerre mondiale, il est chargé de la gravure des monnaies de zinc frappées pour pallier la pénurie des pièces de 5, 10, 25 et 50 centimes.
Il crée de nouveaux types monétaires pour la Perse (1900), la Roumanie (1905, 1906), l'État indépendant du Congo (1906), la Colombie (1907) le Siam (1908), le Grand-Duché de Luxembourg (1908, 1916), le Congo Belge (1909). Outre ses créations destinées au royaume de Belgique, Michaux travailla également en tant que médailleur commémoratif, notamment pour l'Exposition universelle de Liège de 1905 et pour Haïti.
Prenant sa retraite en 1926, il meurt à Bruxelles le 10 octobre 1928.

## Distinction
- Chevalier de l'ordre de l'Étoile de Roumanie.